# 中央军委装备发展部军事代表局
中央军委装备发展部军事代表局，位于北京市，是中央军委装备发展部下属局，负责该部的军事代表工作。

## 沿革
2016年改革前，中国人民解放军总装备部陆军装备科研订购部下设有车船军事代表局、装甲军事代表局等部门。
在深化国防和军队改革中，2016年1月组建中央军委装备发展部。中央军委装备发展部新设中央军委装备发展部军事代表局，负责该部的军事代表工作。

## 机构设置
- 驻北京地区第二军事代表室[5]
- 驻天津地区军事代表室[6]
- 驻石家庄地区军事代表室[7]
- 驻成都地区军事代表室[8]
- 驻广州地区军事代表室[9]
- 驻长沙地区军事代表室[10]
- 驻南京地区第二军事代表室[4]
- 驻郑州地区军事代表室[11]
- 驻杭州地区军事代表室
- 驻航天科技集团军事代表室[12]

……

## 历任领导
| 中央军委装备发展部军事代表局局长 1. [[]] 少将（—） | 中央军委装备发展部军事代表局副局长 |